# خولیان کاریو
خولیان کاریو (اسپانیایی: Julián Carrillo‎؛ ‏ ۲۸ ژانویهٔ ۱۸۷۵ – ۹ سپتامبر ۱۹۶۵) آهنگساز، رهبر ارکستر، موسیقی‌دان و نظریه‌پرداز موسیقی اهل مکزیک بود.
از فیلم‌هایی که وی در آن‌ها نقش داشته‌است، می‌توان به تعصب اشاره نمود.